# Aquilino de Évreux
San Aquilino de Evreux (en francés Aquilin) (ca. 620—695) fue un obispo y eremita franco. Nacido en Bayeux, fue guerrero al servicio de Clodoveo II y casado en 660 en Chartres.  Se trasladó a Évreux con su mujer y se establecieron para cuidar de los pobres y los enfermos. En 670, fue nombrado obispo de la ciudad, pero Aquilino prefirió vivir como eremita. 